# Thiberville
Thiberville là một xã thuộc tỉnh Eure trong vùng Normandie miền bắc nước Pháp.

## Huy hiệu
| Arms of Thiberville | The arms of Thiberville are blazoned: Vert, a scimitar Or. |